# Celownik bombowy
Celownik bombowy – urządzenie stosowane w samolotach bombowych pozwalające przewidzieć miejsce upadku bomby lotniczej, a więc umożliwiające dokonanie zrzutu bomb we właściwym momencie.
Umożliwia dokładne celowanie podczas zrzutu bomb, strzelanie z broni pokładowej oraz odpalanie pocisków rakietowych; służy również do pomiarów nawigacyjnych. Rozróżnia się celowniki lotnicze:
- bombardierskie – służą do celowania przy zrzucaniu bomb z lotu poziomego, nurkowego oraz półpętli,
- strzeleckie – do celowania przy strzelaniu z działek i odpalaniu pocisków rakietowych
- nawigacyjne – do dokonywania pomiarów nawigacyjnych (np. pomiar kąta znoszenia samolotu).

Celownik bombardierski składa się z mechanizmu naprowadzania samolotu na kurs bombardowania, mechanizmu określającego zrzut bomby oraz mechanizmu obserwacji. Celownik strzelecki składa się z mechanizmu wprowadzającego kąt wyprzedzenia i kąt celowania oraz mechanizmu obserwacji. Pod względem budowy linii obserwacji celowniki lotnicze dzielą się na mechaniczne, optyczne, celownik lotniczy na podczerwień oraz radiolokacyjne. Pod względem stopnia zautomatyzowania celowniki takie dzielą się na nieautomatyczne, półautomatyczne i automatyczne. Celowniki nieautomatyczne pozwalają wzrokowo ustalić wszystkie parametry strzelania lub bombardowania. W celownikach półautomatycznych cześć parametrów wejściowych wprowadzana jest automatycznie, część zaś ręcznie przez operatora. W celownikach automatycznych wszystkie czynności związane z wprowadzeniem parametrów wejściowych wykonywane są automatycznie, rola zaś operatora ogranicza się do wyboru celu i otwarcia ognia. Celownik nawigacyjny składa się z zespołu urządzeń wchodzących w skład nawigatora automatycznego.

## Teoria
Każdy przedmiot, również bomba lotnicza, wyrzucony z lecącego samolotu porusza się zgodnie z prawami fizyki bądź rzutem poziomym (jeśli samolot leci równolegle do ziemi), bądź rzutem ukośnym, gdy samolot nurkuje w kierunku ziemi albo wznosi się do góry. Przedmiot ten upadnie w pewnej odległości od miejsca, nad którym znajdował się samolot w chwili zrzutu. Aby trafić w cel, trzeba zrzucić bombę w takim momencie, aby bomba przeleciała dokładnie tyle, ile dzieli samolot od celu. W przypadku samolotu lecącego na wysokości 3000 m z prędkością 400 km/h bomby upadną prawie 3 km od punktu, nad którym znajdował się samolot w momencie zrzutu bomb.
- Zasadnicze czynniki wpływające na odległość poziomą jaką przeleci bomba w powietrzu:
  - wysokość lotu,
  - prędkość lotu,
  - kurs samolotu (równoległy do ziemi, nurkowanie, wznoszenie),
  - poprawka na ruch celu w przypadku celu poruszającego się, np. płynącego okrętu.
- Drugorzędne czynniki wpływające na celność:
  - kierunek i prędkość wiatru,
  - drobne, chwilowe odchyłki kursu samolotu w momencie zrzutu,
  - kształt bomby (opór aerodynamiczny),
  - czas reakcji bombardiera (typowy czas reakcji rzędu 0,1 s przy prędkości 400 km/h powoduje, że bomba wyląduje ok. 10 m dalej),
  - precyzja samego celownika.

## Początki

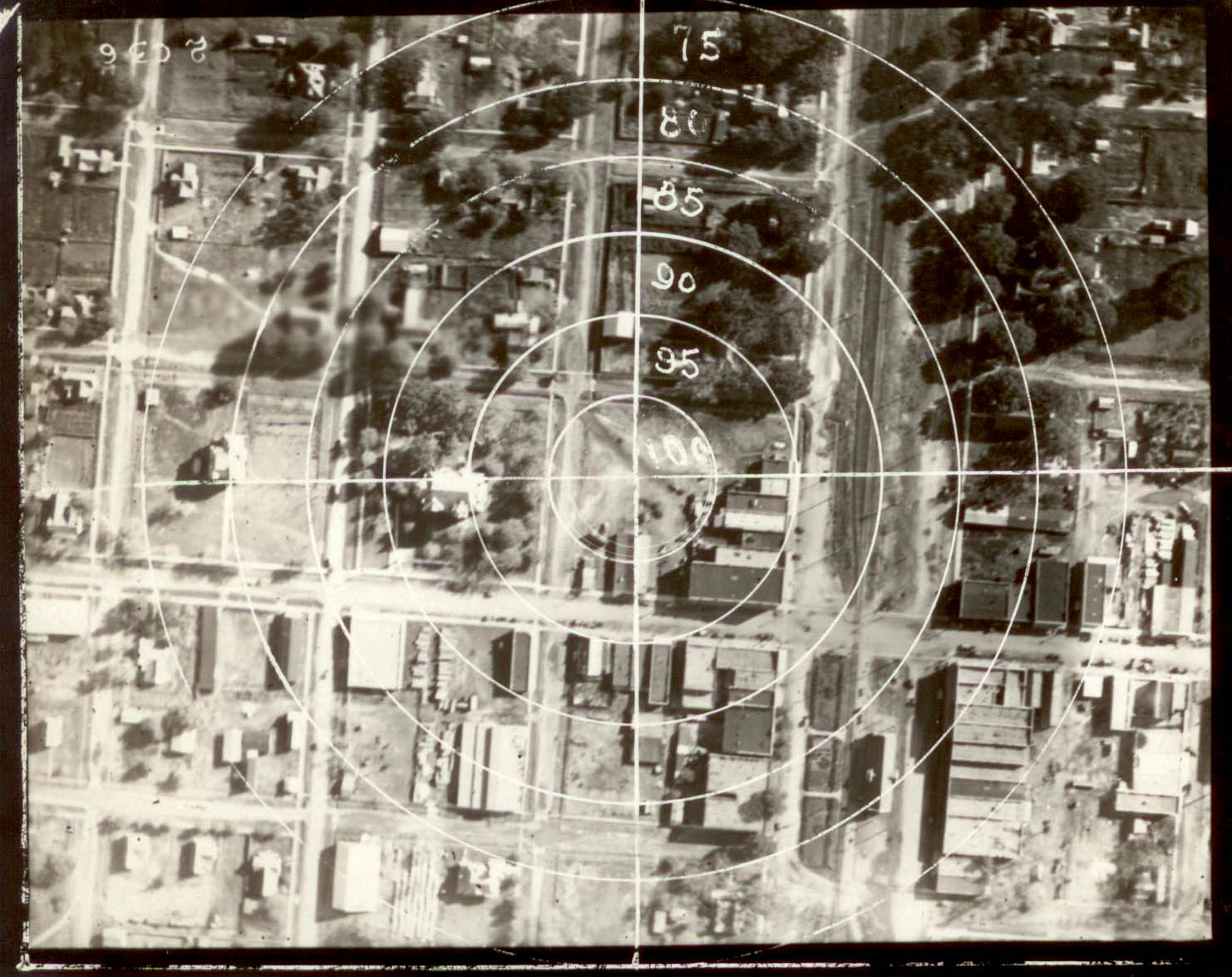
Prymitywny celownik bombowy

Najprymitywniejszym celownikiem bombowym stosowanym w początkowym okresie I wojny światowej był otwór wycięty w  podłodze, z rozpiętymi drutami pozwalającymi ocenić szybkość przesuwania się obiektów na ziemi. Bardziej rozwiniętą wersją było koło z naniesioną skalą.
W okresie międzywojennym w powszechnym użyciu były proste mechaniczne lub mechaniczno-optyczne celowniki bombowe.

## Dojrzałość
Przełomem było skonstruowanie celownika Nordena. Amerykańscy bombardierzy przechwalali się, że dzięki temu celownikowi są w stanie z dużej wysokości trafić bombą w beczkę. Theodore H. Barth, prezes Nordena, utrzymywał, że trafienie kwadratowego obszaru o boku 15 stóp (4,6 m) z wysokości 30 tys. stóp (9 tys. m) nie byłoby trudnym zadaniem przy użyciu celownika M-4. Po wojnie wykazano, że bombardowanie z dużej wysokości było dużo mniej precyzyjne, niż wierzono wcześniej, chociaż duży wpływ na jego efektywność miały też warunki pogodowe w Europie.

### Radarowe
W przypadku bombardowań nocnych cel nie był widoczny, dlatego Brytyjczycy skonstruowali celownik radarowy H2S (na fali 10 cm), a potem jego ulepszoną wersję H2X (na fali 3 cm).
Celownik radarowy raczej służył do określania położenia celu, a nie do precyzyjnego celowania, gdyż był używany do nalotów dywanowych.

## Współczesność
Ulepszoną wersją celowników Nordena stały się celowniki elektroniczne, obliczające poprawkę automatycznie, najpierw analogowe a potem cyfrowe. Ich znaczenie spadło wraz z wprowadzeniem bomb kierowanych.